# هاکون آرنار هارالدسون
هاکون آرنار هارالدسون (ایسلندی: Hákon Arnar Haraldsson؛ زادهٔ ۱۰ آوریل ۲۰۰۳) بازیکن فوتبال اهل ایسلند است.
از باشگاه‌هایی که در آن بازی کرده‌است می‌توان به باشگاه فوتبال کپنهاگن اشاره کرد.
وی همچنین در تیم‌های ملی فوتبال زیر ۲۱ سال ایسلند و ایسلند بازی کرده‌است.